# Rue Mauconseil
Pour l’article homonyme, voir Rue Mauconseil (Fontenay-sous-Bois).
La rue Mauconseil est une voie, ancienne, du 1er arrondissement de Paris, en France.

## Situation et accès
Actuellement, la rue, qui fait partie du 1er arrondissement, quartier des Halles, d'une longueur de 65 mètres, débute au 3, rue Française et se termine 36, rue Montorgueil.

## Origine du nom
Henri Sauval pense que cette dénomination lui vient d'un seigneur du château de Mauconseil en Picardie,,,,.

## Historique
Cette rue, en partie construite dès 1250, portait déjà le nom de « rue Mauconseil ».
Elle est citée dans Le Dit des rues de Paris de Guillot de Paris sous le nom de « rue Mauconseil ».
Cette voie formait l'une des limites du fief de Joigny.
Elle est citée sous le nom de « rue Mauconseil » dans un manuscrit de 1636 dont le procès-verbal de visite, en date du 22 avril 1636, indique qu'elle est « orde, boueuse, avec plusieurs taz d'immundices ».
De 1792 à 1806, elle se nomma « rue Bonconseil », ainsi que la section dont elle faisait partie.
Une décision ministérielle du 3 pluviôse an IX (23 janvier 1801) signée Chaptal fixe la moindre largeur de cette voie publique à 9 mètres. En vertu d'une ordonnance royale du 21 juin 1826, sa largeur est portée à 10 mètres.
Avant l'ouverture sous le Second-Empire de la rue de Turbigo et de la rue Étienne-Marcel, la rue Mauconseil, d'une longueur de 247 mètres, commençait aux 193-195, rue Saint-Denis et finissait aux 38-40, rue Comtesse-d'Artois, qui deviendra une partie de la rue Montorgueil.
De la rue Saint-Denis jusqu'à l'emplacement de l'angle des rues Étienne-Marcel et de Turbigo, la rue longeait sur son tronçon absorbé par ces voies, l'hôpital Saint-Jacques aux pèlerins démoli de 1811 à 1823.

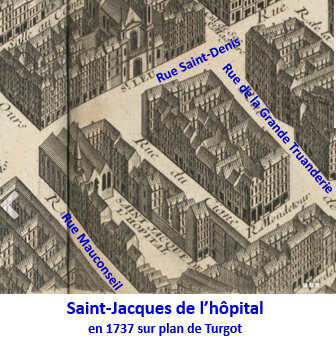
L'hôpital St-Jacques aux pèlerins sur plan de Turgot de 1737
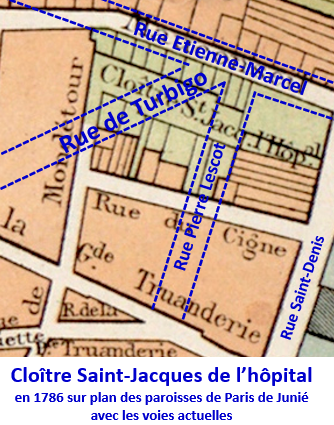
Hôpital St-Jacques sur plan Junié de 1786 avec les voies actuelles
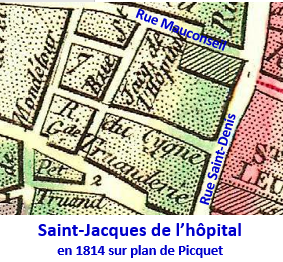
la rue St-Jacques de l’hôpital figure sur le plan Picquet de 1814

Elle était située dans l'ancien 5e arrondissement dans le quartier Montorgueil.

Les numéros de la rue étaient rouges. Le dernier numéro impair était le no 39 et le dernier numéro pair était le no 44.
En 1866, la rue Mauconseil disparaît partiellement lors des prolongements des rues Étienne-Marcel (entre les rues Saint-Denis et Montorgueil), et Turbigo (entre les rues Saint-Denis et  Pointe-Saint-Eustache).

## Bâtiments remarquables et lieux de mémoire
- Rue Mauconseil et 133, rue Saint-Denis : emplacement de l'hospice Saint-Jacques-de-l'Hôpital.
- 34 rue Mauconseil (avant le réaménagement du quartier sous le second empire) : emplacement de la halle aux cuirs ouverte en 1784 jusqu'à sa fermeture le 16 mars 1866[7].  De 1548 à 1783, se dressait le théâtre de Hôtel de Bourgogne . La confrérie de la Passion y jouait des mystères religieux. Après quelques années où furent représentées des comédies paillardes, les comédiens italiens s’y installent en 1697[8].

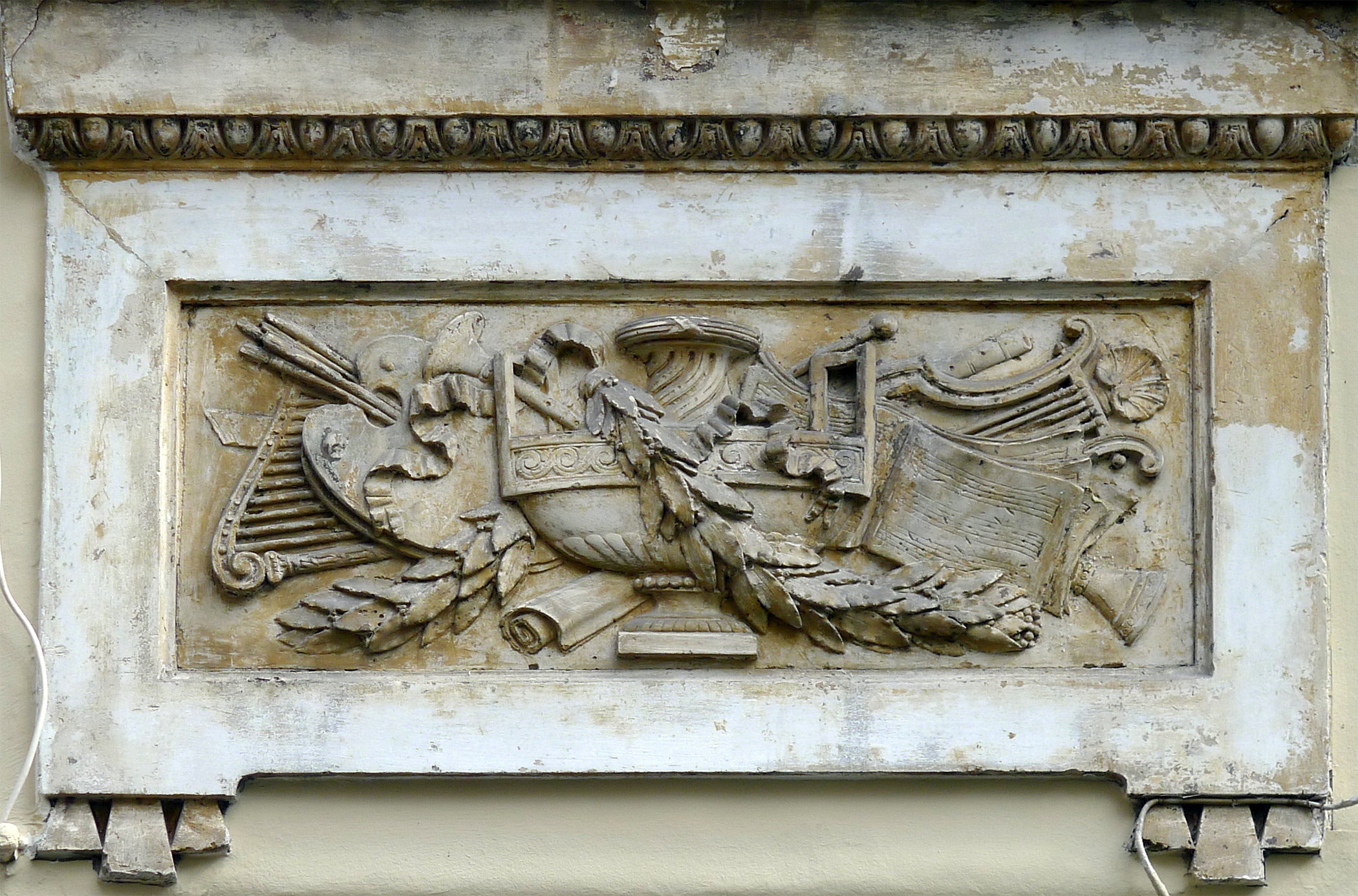
Bas-relief du no 38.
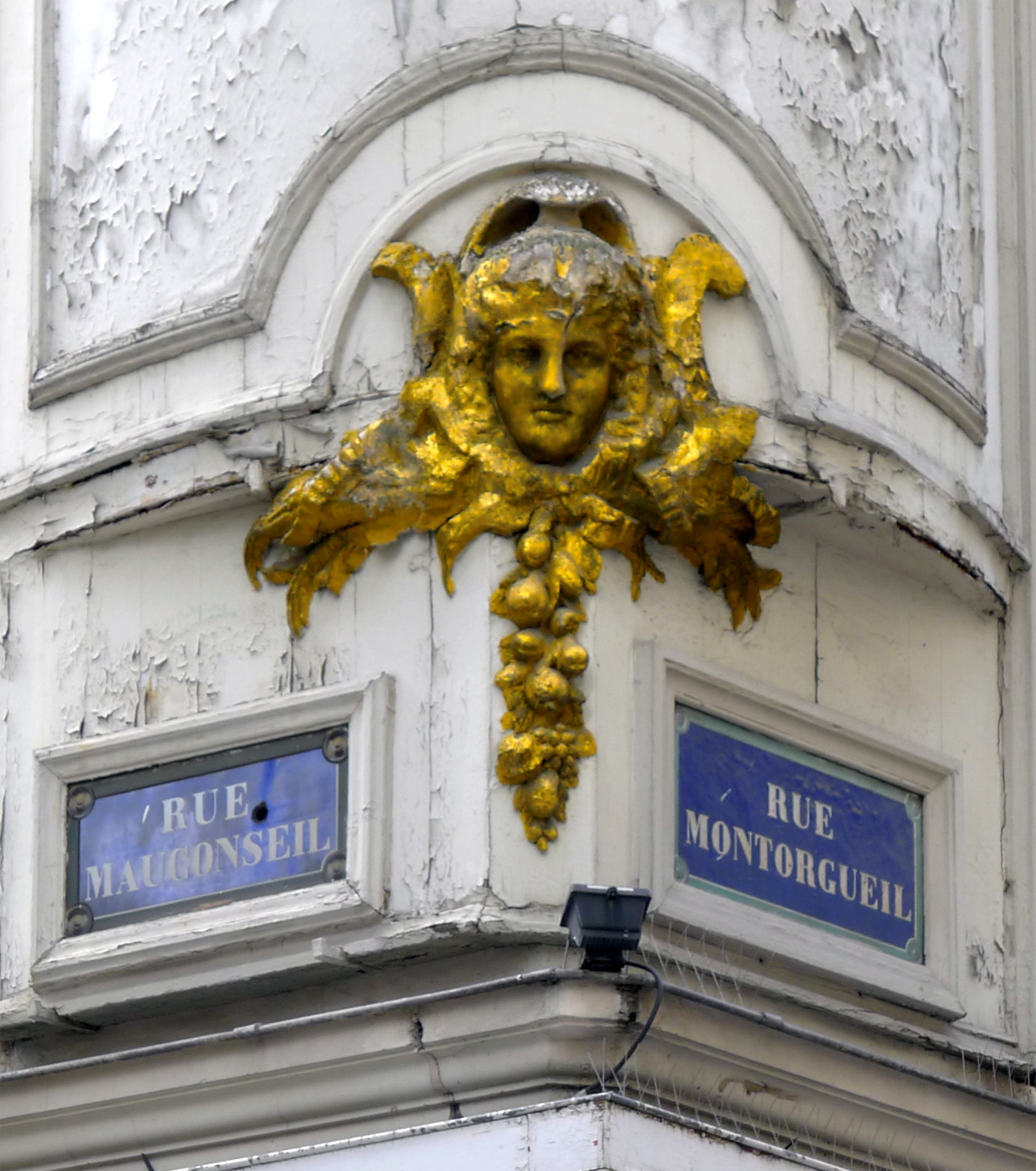
Mascaron à l'angle de la rue Montorgueil.

## Pour approfondir